# Фон Анреп Василь Костянтинович
Василь Костянтинович фон Анреп (11 жовтня, Санкт-Петербург — 1 жовтня 1927, Париж) — російський лікар, фізіолог і фармаколог, професор медицини, який увійшов в історію як піонер місцевого анестезування. Член III Державної думи .

## Біографія
В. К. Анреп народився в Санкт-Петербурзі в православній дворянській родині Анрепів. Він закінчив Катеринославську гімназію (1870) і Медико-хірургічну академію (1876, з відзнакою). Брав участь в російсько-турецькій війні. У 1878–1881 роках вивчав фізіологію і фармакологію в Німеччині в лабораторіях професорів Россбаха в Вюрцбурзі, Розенталя в Ерлангені і Людвіга в Лейпцигу. Доктор медицини (1881, тема дисертації: «Вплив кристалічного аконітина на організм тварин»).

### Дослідження в галузі місцевого анестезування

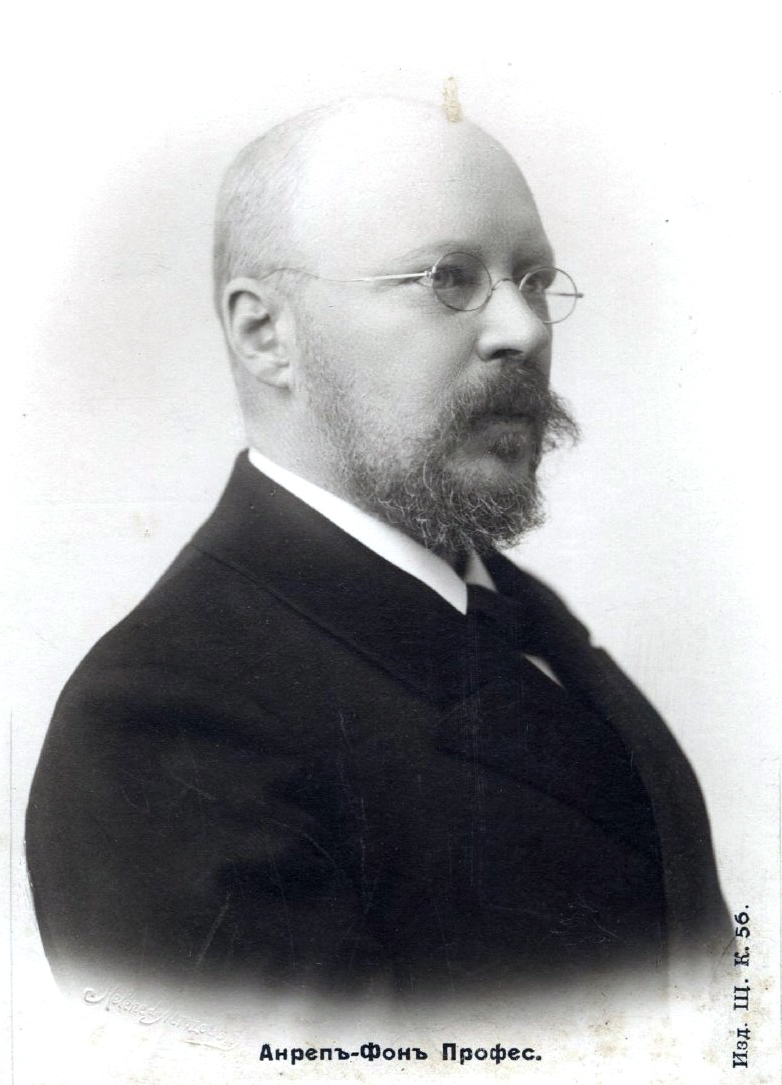
Василь Костянтинович фон Анреп

Під час стажування у Вюрцбурзі (1879) В. К. Анреп, проводячи на собі експерименти з кокаїном, встановив, що введений під шкіру слабкий розчин кокаїну викликає спочатку відчуття потепління, а потім втрату чутливості в місці уколу. Першим в світі експериментально обгрунтував місцеву анестезуючу дію кокаїну, дозування і методику його застосування, в 1879 опублікував результати своїх дослідів в німецькому журналі Archiv fur Physiologie.
У зарубіжній літературі першовідкривачем методу використання кокаїну для місцевої анестезії довгий час вважався австрійський офтальмолог К. Коллер, який оприлюднив результати своїх досліджень в 1884 році. Пізніше західні наукові джерела визнали Анрепа «забутим піонером» місцевої анестезії. У 1884 році фон Анреп опублікував у російському тижневику «Лікар» статтю «Кокаїн як місцевоанестезуючий засіб», в якій, грунтуючись на власному п'ятирічному клінічному досвіді, конкретизував рекомендації до застосування кокаїну при запальних захворюваннях, в офтальмології, оториноларингології, неврології, пульмонології. Тоді ж його учень І. Н. Кацауров описав кілька офтальмологічних операцій під місцевим наркозом кокаїном.

### Викладацька і адміністративна діяльність
- З 1882 — приват-доцент фармакології Медико-хірургічної академії.
- У 1884—1887 — професор судової медицини Харківського університету.
- У 1887—1889 — професор судової медицини Училища правознавства в Петербурзі.
- У 1887—1889, одночасно, професор фізіології Єленинського клінічного інституту.

У 1889 був одним з організаторів Інституту експериментальної медицини. У 1892 виконував доручення щодо організації боротьби з холерою в Поволжі і в Північному Причорномор'ї.
Засновник Жіночого медичного інституту в Петербурзі. За призначенням міністра народної освіти очолив роботу по складанню кошторису, розробці проекту, а потім і по будівництву цього навчального закладу (до його відкриття в 1897 були побудовані Головна будівля, Патологоанатомічний інститут і власна електростанція). У 1897–1899 був першим директором інституту.
- У 1899—1901 — попечитель Харківського навчального округу.
- У 1901—1902 — попечитель Петербурзького навчального округу. Покинув навчальний відомство після конфлікту з прихильниками класичної освіти.
- У 1902—1904 — директор Медичного департаменту Міністерства внутрішніх справ.
- У 1904—1907 — головний лікарський інспектор. Таємний радник.

## Участь у політиці

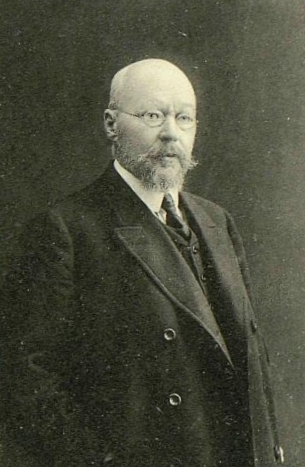
Фон Анреп, 1910

Член Центрального комітету партії «Союз 17 октября». У 1907–1912 — член III Державної думи (від Петербурга), голова комісії з народної освіти, член бюджетної комісії.
Належав до помірно-ліберального крила фракції октябристів, активно критикував діяльність Міністерства народної освіти, разом з О. І. Гучковим домігся у П. А. Столипіна дозволу прийнятим в університети студенткам закінчити навчання (в міністерстві вважали, що жінки були зараховані до вищих навчальних закладів незаконно і підлягали виключенню).
З питання про автономію Фінляндії займав яскраво виражену русифікаторську позицію.
Балотувався в IV Державну думу, але не був обраний у зв'язку зі зниженням популярності партії октябристів.
Був головою ради Російсько-Французького комерційного банку та Петербурзького міського кредитного товариства .

## Перша світова війна
У роки Першої світової війни був головою Мобілізаційної ради при Головному управлінні Російського Товариства Червоного Хреста і був членом Ради складів того ж суспільства.
У 1915—1917 — консультант при Верховному начальнику санітарної та евакуаційної частини діючої армії принца Олександра Ольденбурзького.
22 липня 1916 року був «поза правилами» удостоєний ордена Святого Олександра Невського.

## Еміграція
З 1921 року В. К. Анреп жив в еміграції: у Великій Британії, потім у Франції.

## Праці
Автор близько 50 наукових робіт з фізіології, фармакології, судової медицини, в тому числі:
- Серцеві волокна блукаючих нервів у новонароджених.
- Перерізка блукаючих нервів у птахів.
- Фізіологічні дослідження в області дихання і судинно-рухових нервів.